# Gina Manès
Pour les articles homonymes, voir Manès.
Gina Manès (de son nom de naissance Blanche Moulin) est une actrice de cinéma française, née le 7 avril 1893 dans le 12e arrondissement de Paris, morte le 6 septembre 1989 à Toulouse (Haute-Garonne).

## Biographie
Née le 7 avril 1893 dans le 12e arrondissement de Paris, d'Amélie (ou Émilie) Mursch, elle est reconnue par Alfred Moulin trois ans plus tard, au mariage de celui-ci avec sa mère ; elle devient donc la fille d'un marchand de meubles du faubourg Saint-Antoine. Blanche Moulin épouse à l’âge de 18 ans, le 30 mai 1911, un jeune styliste, Alphonse Brias, qui travaille pour son père. Ils divorcent peu de temps après. Attirée par la comédie, elle obtient de petits rôles au théâtre du Palais-Royal, aux Capucines et aux Bouffes-Parisiens. Ballerine dans les revues de Rip, elle rencontre l’acteur et réalisateur René Navarre, qui la persuade que sa photogénie éclatante la destine au cinéma et la recommande auprès de Louis Feuillade.
Devenue Gina Manès, elle débute dans Les Six Petits Cœurs des Six Petites Filles en 1916. Elle se produit encore sur les planches avant d’entamer sa véritable carrière cinématographique en 1919 avec L'Homme sans visage, réalisé par Louis Feuillade. Elle accède à la notoriété, en 1923, grâce à Jean Epstein qui lui confie le rôle de la fille du gargotier de L’Auberge rouge avant d’en faire l'émouvante héroïne de Cœur fidèle.
Elle tourne ensuite sous la direction de Germaine Dulac (Âme d'artiste), Alberto Cavalcanti (Le Train sans yeux). Par sa beauté troublante, son regard lourd et vénéneux et sa démarche féline, elle s’impose rapidement en séductrice ou en femme fatale et conquiert les titres de « vamp aux yeux d’émeraude » ou « Athéna au regard vert ».
En 1927, Abel Gance fait d'elle Joséphine de Beauharnais dans sa fresque historique Napoléon. « Gance venait de me voir dans Cœur fidèle qu’il avait beaucoup aimé. Il m’a demandé de faire un bout d’essai aux studios de Billancourt, affublée d’une chemise de nuit et de plusieurs rubans style Directoire. J’ai dû ensuite fredonner une chanson gaie, puis une goualante avant de m’entendre dire “Vous êtes la femme du rôle, votre sensibilité est celle de la créole historique” ».
L’année suivante, Jacques Feyder l’immortalise en une admirable Thérèse Raquin, film dont il ne reste malheureusement aucune copie. Les studios étrangers la sollicitent et Gina Manès tourne en Allemagne et en Suède notamment en 1928 dans La Sainte et son fou, de Wilhelm Dieterle, et Ivresse d’après Strindberg réalisé par Gustaf Molander. Mariée le 12 juin 1929, au jeune premier Georges Charlia, (Georges Charliat selon son acte de mariage)  son partenaire dans Naples au baiser de feu (1925) de Serge Nadejdine et Le Train sans yeux (1925) d'Alberto Cavalcanti, elle forme avec lui un couple très en vue. L’arrivée du parlant n’altère pas sa popularité et elle remporte un grand succès commercial, en 1931, toujours en vamp avec Une belle garce.
À l’apogée de sa gloire, Gina Manès quitte la France en compagnie de son mari, Georges Charlia, pour diriger une cantine le long d’une piste routière à cent kilomètres de Marrakech. Ce séjour prolongé au Maroc lui porte préjudice. En effet lorsqu’elle revient en France après deux ans d’absence, Gina Manès a 40 ans et son statut de vedette a vacillé.
Producteurs et cinéastes l’ont un peu oubliée et de plus jeunes actrices, telles que Viviane Romance, Mireille Balin ou Ginette Leclerc convoitent déjà l’emploi de séductrice fatale qu’elle avait créé. Les rôles qui lui sont proposés ont diminué en importance et ne correspondent plus tout à fait à sa personnalité. L’ancienne gloire du muet doit désormais se contenter de défendre des compositions stéréotypées d’ardentes amoureuses délaissées prénommées Marinka (Mayerling), Gina (Les Loups entre eux), Olga (La Maison du Maltais) ou Maria (Le Récif de Corail) pour finir dame des lavabos (Les Caves du Majestic).
Attirée depuis toujours par le cirque, elle met au point un numéro de dressage de tigres qu’elle présente au Cirque d'hiver et à Medrano. Mais en novembre 1942, un fauve la blesse grièvement, interrompant net cette nouvelle activité (elle ne dut son salut qu'à l'aide du personnel et au geste d'un officier allemand qui dégaina et tira sur l'animal)[témoignage de Pierre Monnier in "Les pendules à l'heure" p. 138]. Séjournant de nouveau au Maroc pour les besoins du tournage de La Danseuse de Marrakech, en 1949, elle décide de s’y fixer et ouvre un cours d’art dramatique à Rabat. Elle y interprète deux courts métrages, École Foraine (1949) et Appel 17 (1952), mais, déçue, elle regagne la France en 1954 pour renouer difficilement avec le métier.

### Fin de vie
Tombée dans l’oubli, elle ne compose plus alors que de simples silhouettes. Gina Manès se tourne vers le théâtre et intègre la troupe du Grenier de Toulouse pour y tenir des rôles correspondant à son âge. Deux personnages, heureusement plus étoffés, celui de l’accorte patronne de café du Bonheur est pour demain et celui de la mamma corse tenant tête à Pierre Brasseur dans Pas de panique, lui permettent de clore dignement sa longue carrière cinématographique.
Retirée dans une maison de retraite en 1972, Gina Manès y meurt le 6 septembre 1989 à l’âge de 96 ans. Elle fait don de son corps à la science et ses cendres sont inhumées dans la fosse commune du cimetière parisien de Thiais, dédiée à tous ceux qui ont donné leur corps à la science.

## Filmographie

### Période muette
- 1916 : Les Six Petits Cœurs des six petites filles d'Édouard-Émile Violet (court-métrage)
- 1919 : L'Homme sans visage de Louis Feuillade
- 1920 : Tue la mort de René Navarre : La Chiffa
- 1920 : L'Homme aux trois masques d'Émile Keppens : Suzanne Morant
- 1921 : Le Sept de trèfle de René Navarre : Noémie Modéran
- 1922 : Le Secret d'Alta Roca d'André Liabel : Viola Santi
- 1923 : La Dame de Monsoreau de René Le Somptier : Mme de Saint-Luc
- 1923 : Cœur fidèle de Jean Epstein : Marie
- 1923 : L'Auberge rouge de Jean Epstein : la fille de l'aubergiste
- 1923 : La Nuit rouge de Maurice de Marsan et Maurice Gleize : Ginette Lesparre
- 1924 : La Main qui a tué de Maurice de Marsan et Maurice Gleize
- 1924 : Âme d'artiste de Germaine Dulac : l'actrice
- 1924 : Le Cavalier de minuit de Maurice Charmeroy et René Alinat : Rita Colverte
- 1925 : Naples au baiser de feu de Serge Nadejdine
- 1926 : Le Soleil de minuit de Richard Garrick et Jean Legrand
- 1927 : Le Train sans yeux d'Alberto Cavalcanti
- 1927 : Napoléon d'Abel Gance : Joséphine de Beauharnais
- 1927 : Sables de Dimitri Kirsanoff
- 1927 : Printemps d'amour de Léonce Perret
- 1927 : Voleurs de jeunesse - (Mädchenschicksal) de Richard Löwenbein
- 1928 : Die kleine Sklavin de Luise et Jakob Fleck
- 1928 : Synd de Gustaf Molander
- 1928 : Die Todesschleife d'Arthur Robison
- 1928 : La Sainte et son fou - (Die heilige und ihr Narr) de William Dieterle
- 1928 : Thérèse Raquin - (... du sollst nicht ehebrechen) de Jacques Feyder : Thérèse Raquin
- 1929 : S.O.S. (Schiff in Not S.O.S) de Carmine Gallone
- 1929 : Quartier Latin d'Augusto Genina
- 1929 : Le Requin d'Henri Chomette : Violetta
- 1929 : Un soir au Cocktail's Bar de Roger Lion : Gaby

### Période 1930/1939
- 1930 : Nuits de princes de Marcel L'Herbier : Helene Vronsky
- 1930 : Une belle garce de Marco de Gastyne : Rosetta Roux
- 1931 : Sous le casque de cuir de Albert de Courville
- 1931 : Grock de Carl Boese et Joë Hamman
- 1931 : L'Ensorcellement de Séville de Benito Perojo
- 1931 : Salto mortale d'Ewald André Dupont : Marina
- 1933 : La Tête d'un homme de Julien Duvivier : Edna Reichberg
- 1933 : La Voie sans disque de Léon Poirier : Daïnah
- 1933 : L'Amour qu'il faut aux femmes de Adolf Trotz
- 1934 : Le Diable en bouteille de Heinz Hilpert  et Reinhart Steinbicker : Rubby
- 1935 : Divine de Max Ophüls : Dora
- 1935 : La Famille Pont-Biquet de Christian-Jaque
- 1935 : Barcarolle de Gerhard Lamprecht
- 1935 : Napoléon Bonaparte d'Abel Gance - une version retravaillée et sonore de celle de 1927 : Joséphine de Beauharnais
- 1936 : Mayerling d'Anatole Litvak : Marinka
- 1936 : Le Mort d'Émile-Georges De Meyst
- 1936 : La Mystérieuse Lady de Robert Péguy
- 1936 : Les Loups entre eux de Léon Mathot : Nina
- 1936 : Les Réprouvés de Jacques Séverac
- 1936 : La Brigade en jupons de Jean de Limur
- 1936 : Maria de la nuit de Willy Rozier
- 1936 : La Tentation de Pierre Caron
- 1937 : Nostalgie de Victor Tourjanski : Olga
- 1937 : Le Mariage de Véréna de Jacques Daroy
- 1938 : S.O.S. Sahara de Jacques de Baroncelli
- 1938 : Gosse de riche de Maurice de Canonge : une ouvrière
- 1938 : Mollenard de Robert Siodmak : Marina
- 1938 : La Maison du Maltais de Pierre Chenal : Olga
- 1939 : Le Récif de corail de Maurice Gleize : Maria
- 1939 : Fort Dolorès de René Le Hénaff : Lola

### Période 1940/1949
- 1940 : Retour au bonheur de René Jayet
- 1944 : Les Caves du Majestic de Richard Pottier
- 1946 : Le Bateau à soupe  de Maurice Gleize
- 1946 : Minuit, rue de l'horloge de Jean Lordier - court métrage resté inachevé
- 1948 : Les Noces de sable de André Zwobada
- 1949 : La Danseuse de Marrakech de Léon Mathot
- 1949 : École foraine - court métrage

### Période 1950/1959
- 1952 : Appel 17 de L. de Masure - court métrage
- 1954 : La Belle Otero de Richard Pottier
- 1954 : Marchandes d'illusions de Raoul André
- 1954 : Crime au concert Mayol de Pierre Méré
- 1954 : Le Vicomte de Bragelonne de Fernando Cerchio
- 1955 : Les Carnets du major Thompson de Preston Sturges
- 1955 : Milord l'Arsouille d'André Haguet
- 1956 : Le Secret de sœur Angèle de Léo Joannon
- 1956 : Une Enquête de l'Inspecteur Ollivier de Marcel Cravenne, épisode : Le chemin du canal TV
- 1956 : La Loi des rues de Ralph Habib
- 1956 : Le Couturier de ces dames de Jean Boyer
- 1956 : Crime et Châtiment de Georges Lampin
- 1956 : Les Lumières du soir / Mère abandonnée de Robert Vernay
- 1956 : Pitié pour les vamps de Jean Josipovici
- 1956 : Paris, Palace Hôtel de Henri Verneuil
- 1957 : Mimi Pinson de Robert Darène
- 1957 : Rafles sur la ville de Pierre Chenal
- 1957 : Un certain monsieur Jo de René Jolivet
- 1957 : L'Or de Samory de Jean Alden-Delos - film resté inachevé
- 1958 : Premier mai ou Le père et l'enfant de Luis Saslavsky
- 1958 : Le Joueur de Claude Autant-Lara
- 1959 : Les Amants de demain de Marcel Blistène

### Période 1960/1965
- 1960 : Le Bonheur est pour demain d'Henri Fabiani
- 1965 : Pas de panique de Sergio Gobbi

## Théâtre
- 1938 : Les Deux Madame Carroll de Marguerite Veiller, Théâtre des Capucines
- 1954 : La Roulotte de Michel Duran, mise en scène Alfred Pasquali, Théâtre Michel